# Nisza (fortyfikacja)

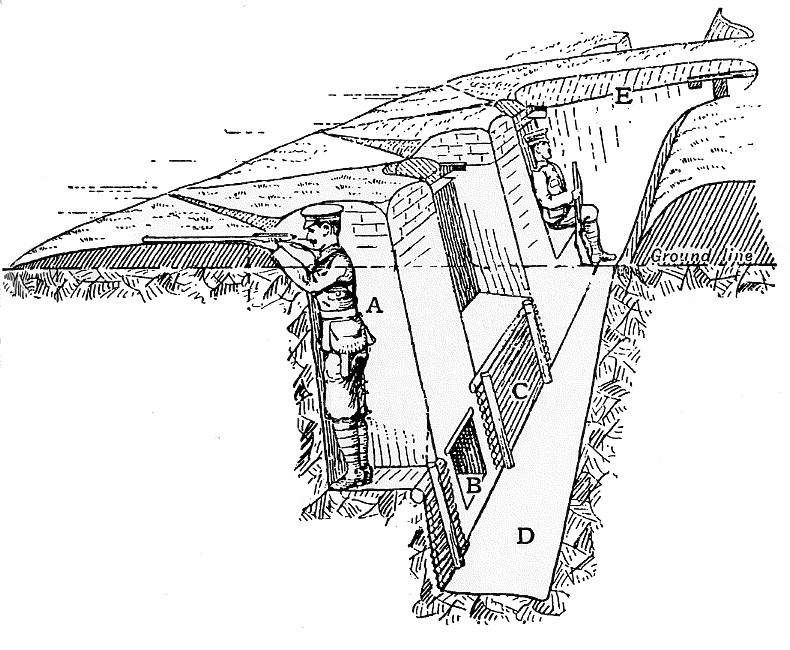
Okop wyposażony w nisze strzeleckie (A) oraz amunicyjne (B)

Nisza – element fortyfikacyjny w postaci wnęki w ścianie transzei lub okopu, pełniący zróżnicowane funkcje.
Nisza zapewniała doraźną osłonę dla pojedynczego żołnierza jak również umożliwiała ich sprawne mijanie się w przypadku wąskich okopów ułatwiając komunikację. Ponadto w przypadku głębokich okopów, podwyższone względem ich dna nisze służyły za stanowiska strzeleckie umożliwiając żołnierzom prowadzenie ognia wychylając się poza obrys okopu. Występowały również nisze amunicyjne (umieszczane w pewnych regularnych odstępach) służące do bezpiecznego przechowywania zapasu amunicji i zapewniania łatwego do niej dostępu. W niszach przechowywano również inne potrzebne środki jak żywność itp.